# ジョン・クリアリー
ジョン・クリアリー（Jon Cleary、1962年8月11日 - ）は、米国ルイジアナ州ニューオーリンズを拠点に活動するシンガー兼ピアニスト。イギリス出身だが17歳のときに渡米。今では、ニューオーリンズを代表するピアニストの一人として知られている。プロフェッサー・ロングヘアらのニューオーリンズR&Bを影響を色濃く受けながらも、ファンク、ラテンなど幅広い音楽的要素を取り入れたサウンドが特長。ボニー・レイットのバンド・メンバーとしてツアーとレコーディングに参加したことでも知られている。

## 来歴
1962年、ロンドンの北部に生まれる。父親や伯父、祖母、祖父が歌手またはミュージシャンという音楽的な家系だった。5歳でギターを手にし、15歳で初めてのバンドを結成する。
1980年、17歳の時に渡米する。ニューオーリンズの著名なクラブ、メイプル・リーフ・バーでペンキ塗りの仕事をする傍ら、音楽活動をするようになった。ニューオーリンズでピアノの魅力に取り憑かれたクリアリーは、本格的にピアノに取り組むようになった。
ニューオーリンズでは、ウォルター"ウルフマン"ワシントン、スヌークス・イーグリン、アーニー・ケイドー、ジョン・ムーニーなどのミュージシャンたちとの共演を重ねた。1989年、ニューオーリンズのミュージシャンたちをバックにレコーディングされたソロ・デビュー・アルバム『Alligator Lips & Dirty Rice』をリリース。
1992年には、ダーウィン"ビッグD"パーキンズ(ギター)、コーネル・ウィリアムズ(ベース)、ジェフリー"ジェリービーン"アレクサンダーをメンバーとした自身のバンド、アブソリュート・モンスター・ジェントルメンを結成。バンド名はジョニー・"ギター"・ワトソンの曲名から取られている。
1993年9月初来日し、神戸国際アーバンジャズフェスティバルに出演した。
アブソリュート・モンスター・ジェントルメンとの活動が軌道に乗ってきたこの頃、ビザの問題から出国を余儀なくされたクリアリーは、一時的にイギリスに拠点を移したが、1995年にはニューオーリンズに戻っている。この頃、クリアリーはタジ・マハールのツアーに参加。続いて、ボニー・レイットからも声がかかり、彼女のバンドに迎え入れられた。ツアーに同行し、彼女の2002年のアルバム『Silver Lining』にも参加した。
1999年には、メジャー・レーベルのヴァージン/ポイントブランクよりセカンド・アルバム『Moonburn』をリリース。続いて地元ニューオーリンズのレーベル、ベイシン・ストリートより2枚のアルバムを発表するなど、順調に作品をリリースしていった。
2008年には自主制作による初のライブ・アルバム『Mo Hippa』をリリース。同年秋にアブソリュート・モンスター・ジェントルメン名義では初となる来日を果たし、横浜、東京、名古屋、大阪の4都市で公演を行った。
また同年、ジョン・スコフィールドの新バンド、パイアティ・ストリート・バンドに参加。翌2009年、アルバム『Piety Street』がリリースとなった。このバンドはニューオーリンズのミュージシャンが中心となったもので、アルバムには他にジョージ・ポーターJr.、ジョン・ブッテらが参加している。2009年9月、クリアリーは同バンドとともに再来日を果たした。
2012年、アラン・トゥーサンの楽曲を取り上げたアルバム『Occapella』をリリース。トゥーサン自身のレパートリーに加え、リー・ドーシー、アーロン・ネヴィルらが歌った楽曲をカバーしている。カーリー・ムーアの「Let's Get Low Down」ではドクター・ジョンとボニー・レイットが、リー・ドーシーの「Everything I Do Gonh Be Funky」では、ウォルター"ウルフマン"ワシントンがゲスト参加している。
翌2013年には5月、9月と相次いで来日公演を行った。その後、音楽フェスティバル「LIVE MAGIC!」出演のため、2014年と2018年に来日しており、後者の公演はDVD化された。
2016年、アルバム『Go Go Juice』で初のグラミー賞を受賞した（リージョナル・ルーツ・ミュージック・アルバム）。
2023年、「LIVE MAGIC!」出演のため5年ぶりに来日した。それに続く来日ツアーが2025年9月に予定されている。

## ディスコグラフィ

### アルバム
- 1989年 『Alligator Lips & Dirty Rice』 (Ace)
- 1999年 『Moonburn』 (Virgin/Poinblank)
- 2002年 『Jon Cleary & the Absolute Monster Gentlemen』 (Basin Street)
- 2004年 『Pin Your Spin』 (Basin Street)
- 2008年 『Mo Hippa』 (FHQ)
- 2012年 『Occapella』 (FHQ)
- 2015年 『Go Go Juice』 (FHQ)
- 2017年 『Live at Chickie Wah Wah』 (FHQ)
- 2018年 『Dyna-Mite』 (FHQ)
- 2021年 『So Swell』 (Newvelle) ※LP - 2023年にSingle Lock Recordsよりジャケットを変更してCD化
- 2025年 『The Bywater Sessions』(FHQ)

### 編集盤
- 2023年 『New Kinda Groove: The Jon Cleary Collection』 (Sony Music Japan) ※来日記念盤

### シングル盤
- 2007年 『Do Not Disturb』 (FHQ) ※4曲入りEP
- 2022年 「Lonely Man's Prayer (Be With Me)」/「New Kinda Groove/Everything is Everything」 (FHQ) ※7インチ・アナログ・シングル盤[14]

### DVD
- 2020年 『Jon Cleary Trio with Nigel Hall live in Tokyo, October 21st, 2018 (629 Records)